# Lijst van rijksmonumenten in Oud-Wulven
De plaats Oud-Wulven telt 12 inschrijvingen in het rijksmonumentenregister. Deze monumenten hebben alle te maken met de Nieuwe Hollandse Waterlinie en bevinden zich rond Fort het Hemeltje.
Hieronder een overzicht.

## Nieuwe Hollandse Waterlinie rond Fort het Hemeltje
De volgende 12 rijksmonumenten rond Fort het Hemeltje zijn ingeschreven in het rijksmonumentenregister.
| Object                                                                             | Oorspronkelijke functie?  | Bouwjaar  | Architect | Locatie   | Coördinaten?                | Nr.?   | Afbeelding        |
| ---------------------------------------------------------------------------------- | ------------------------- | --------- | --------- | --------- | --------------------------- | ------ | ----------------- |
| Nieuwe Hollandse Waterlinie Cluster 49 Fort het Hemeltje: Fortaanleg en aardwerken | Fort, vesting en -onderdl | 1877-1881 |           | Fortweg 9 | 52° 2' 56" NB, 5° 8' 47" OL | 531129 | Meer afbeeldingen |
| Fort het Hemeltje: Bomvrije flankbatterij A, poterne en remise A                   | Fort, vesting en -onderdl | 1878-1880 |           | Fortweg 9 | 52° 2' 56" NB, 5° 8' 44" OL | 531130 | Meer afbeeldingen |
| Fort het Hemeltje: Bomvrije flankbatterij B, poterne en remise B                   | Fort, vesting en -onderdl | 1878-1880 |           | Fortweg 9 | 52° 2' 57" NB, 5° 8' 49" OL | 531131 | Meer afbeeldingen |
| Fort het Hemeltje: Bomvrije remise met wachtlokaal D                               | Fort, vesting en -onderdl | 1878-1880 |           | Fortweg 9 | 52° 2' 59" NB, 5° 8' 50" OL | 531132 | Meer afbeeldingen |
| Fort het Hemeltje: Bomvrije schuilplaats E                                         | Fort, vesting en -onderdl | 1878-1880 |           | Fortweg 9 | 52° 2' 56" NB, 5° 8' 47" OL | 531133 | Meer afbeeldingen |
| Fort het Hemeltje: Bomvrije kazerne F                                              | Fort, vesting en -onderdl | 1878-1880 |           | Fortweg 9 | 52° 2' 58" NB, 5° 8' 46" OL | 531134 | Meer afbeeldingen |
| Fort het Hemeltje: Fortwachterswoning                                              | Fort, vesting en -onderdl | 1878-1880 |           | Fortweg 9 | 52° 2' 58" NB, 5° 8' 44" OL | 531135 | Meer afbeeldingen |
| Fort het Hemeltje: Gietstalen koepelkazematten type G                              | Kazemat                   | 1936      |           | Fortweg 9 | 52° 2' 59" NB, 5° 8' 52" OL | 531136 | Meer afbeeldingen |
| Fort het Hemeltje: Waarnemingsposten.                                              | Fort, vesting en -onderdl | 1878-1880 |           | Fortweg 9 | 52° 2' 52" NB, 5° 8' 43" OL | 531250 | Meer afbeeldingen |

## Tussenstelling 't Hemeltje-Vechten
Deze onderdelen vormen een zogenaamde tussenstelling: een geheel van defensieve werken tussen twee forten om deze opening te 'dichten'.
| Object                                                                                                 | Oorspronkelijke functie? | Bouwjaar  | Architect | Locatie | Coördinaten?                | Nr.?   | Afbeelding  |
| --- | ------------------------ | --------- | --------- | ------- | --------------------------- | ------ | ----------- |
| Nieuwe Hollandse Waterlinie Cluster 48. Tussenstelling 't Hemeltje-Vechten: Schuilplaatsen type 1981/I | Kazemat                  | 1918      |           |         | 52° 3' 2" NB, 5° 8' 9" OL   | 531106 | Upload foto |
| Tussenstelling 't Hemeltje-Vechten: Schuilplaatsen type 1918/II                                        | Kazemat                  | 1918      |           |         | 52° 3' 2" NB, 5° 7' 55" OL  | 531107 | Upload foto |
| Tussenstelling 't Hemeltje-Vechten: Tankhindernis / (anti)tankgracht                                   | Gracht                   | 1914-1945 |           |         | 52° 2' 48" NB, 5° 8' 49" OL | 531237 | Upload foto |